# 互叶铁线莲属
互叶铁线莲属（学名：Archiclematis）是毛茛科下的一个属。该属仅有一种，分布于尼泊尔和西藏南部。

## 下级分类
互叶铁线莲 Archiclematis alternata